# Ида Софија Скадер
Ида Софија Скадер (Индија, 9. децембар 1870 – 24. мај 1960) била је лекар припадник трећа генерација америчких медицинских мисионара у Индији. Свој живот је посветила невољама индијских жена и борби против бубонске куге, колере и лепре. Године 1918. основала је једну од најистакнутијих болница и медицинских школа у Азији, Christian Medical College  у Велору, Индија.

## Живот и каријера
Рођена је у Индији 1870. године у мисионарској породици. Њен деда, др Џон Скадер, био је први медицински мисионар из Сједињених Америчких Држава који је радио у иностранству, а сваки од његових седам синова допринело је мисионарској служби у Индији. Све у свему, укупно четрдесет три члана породице Скадер провело је укупно преко 1.100 година у мисионарској служби у Индији.
За разлику од својих рођака, мисионара и лекара, Ида је одлучила да се из Индије врати у Америку јер није могла да поднесе помисао да постане мисионарка попут њих и живот у Индији проведе окружена свађама, сиромаштвом, глађу и болешћу, а не животом којим је она желеле да живи. Имала је план да се упише на Велсли колеџ, уда се и удобно живи у Америци, далеко од мисионарског живота у Индији.
Након школовања у Сједињеним Амерички Државама, и дипломирања у Масачусетсу, Ида се вратила у Индију да брине о својој болесној мајци.  

### Промена животног плана
Једне ноћи, док је Ида писала писмо својој пријатељици у коме је објашњавала зашто не жели да постане мисионар,  три мушкарца један за другим дошла на њен праг молећи за помоћ. Сва тројица су имала исту невољу; њихове трудне жене су пролазиле кроз тешке порођаје, а традиционалне бабице су биле беспомоћне, па су мушкарци трчали од мисионара до мисионара  очајнички тражећи помоћ. Иако Ида није могла да буде од помоћи по том питању јер није била медицински образована, она је сугерисала мушкарцима да њен отац који је био лекар може да помогне  и спаси породиље. Сва тројица су то одбила, јер им је ово било непојмљиво: „Нису  могли да допусте странцу да гледа њихове жене! Боље да су умрле на порођају него да компромитују своја верска уверења која су им управљала животом од рођења”. Само жена је могла помоћи, а они су били непоколебљиви у томе. Према преовлађујућим друштвеним обичајима и верским нормама, мушкарцима је био забрањен улазак у женски простор домаћинства, па прихватање помоћи од мушкарца није било могуће. Ида је целу ноћ провела у бесаној стрепњи, и пре него што је могла да се распита за судбину три жене чула је погребне поворке како се кречу улицом. , хер су све три жене умрле.
Након овог сазнања Ида се узнемирила, јер је тај инцидент уздрмао њу саму и њено хумано  бића, и одвратио је од њеног плана, да иде  на пут који је раније тако жестоко желела.
Ида је ипак отпутовала у Сједињене Америчке  Државе како је планирано, али уместо да се придружи Велсли колеџу уписала се на Медицински колеџ Универзитета Корнел и дипломирала у првој класи која је основана за жене. 

### Повратак у Индију са дипломом лекара
Са дипломом лекара  вратила се у Индију да би се придружила родитељима у Велореу, граду на југу Индије. Користећи собу величине 10х12 стопа у кући свог оца, отворила је амбуланту и кроз прозор делила лекове све већем реду пацијената. Да би их примила и лечила, знала је да мора да прикупи средства за болницу и прихватила се овог задатка са својим уобичајеним жаром. Најзад су њени напори награђени када је један човек из Њујорка донирао 10.000 долара за изградњу болнице у Велореу у знак сећања на своју вољену жену Мери Тејбер Шнел.
Болница која је изграђена 1900. године, била је довољно велика да прими двадесет осам кревета, што ни приближно није одговарала растућим потребама Валореа. Пацијенте је морала да ставља на простирке испод кревета, у ходницима и верандама. 

### Рад на оснивању медицинске школе
Како је у болници постојао  недостатак адекватно обученог медицинског особља Ида је 1909. године покрене малу школу за медицинске сестре, која је еволуирала током година и издала преко 400 сертификата за медицинске сестре. Године 1946. ова школа је постала прва школа за дипломиране медицинских сестара у целој Индији, која је радила у сарадњи са Универзитетом у Мадрасу, који је додељивао званичне дипломе.

### Рад у клиникама поред пута
Како би указала медицинску помоћ што већем броја људи Ида је изашла из из оквира болнице и обављала лекарску праксу у  селима која окружују Велору у кругу од двадесет пет километара. Користећи свој мали француски пежо, заустављала би се на периферији села или испод сеновитог дрвета и пружала услуге свима који су тражили медицинску помоћ. Тиме је она означило почетак рада  „клиника поред пута“,  које су се сваке недеље заустављала на успутним станицама у којима су се делили лекови и пружала медицинска помоћ.